# Анна Мюррей Вейл
Анна Мюррей Вейл (англ. Anna Murray Vail, 7 січня 1863 — 18 грудня 1955) — американська жінка-ботанік та перший бібліотекар Нью-Йоркського ботанічного саду.

## Біографія
Анна Мюррей Вейл народилася 7 січня 1863 року у Нью-Йорку. Навчалася у Європі, але у 1895 році вона повернулася у США та працювала у Колумбійському університеті разом із Натаніелем Бріттоном, який разом з дружиною Елізабет Гертрудою Бріттон, був одним із засновників Нью-Йоркського Ботанічного саду.
У січні 1900 року Анна Мюррей Вейл стала першим бібліотекарем новоствореної установи, вона займала цю посаду до вересня 1907.
У цей період вона написала більше десятка наукових статей. Її записи, що збереглися в колекції рукописів у Нью-йоркському ботанічному саду, містять ескізи деяких рослин.

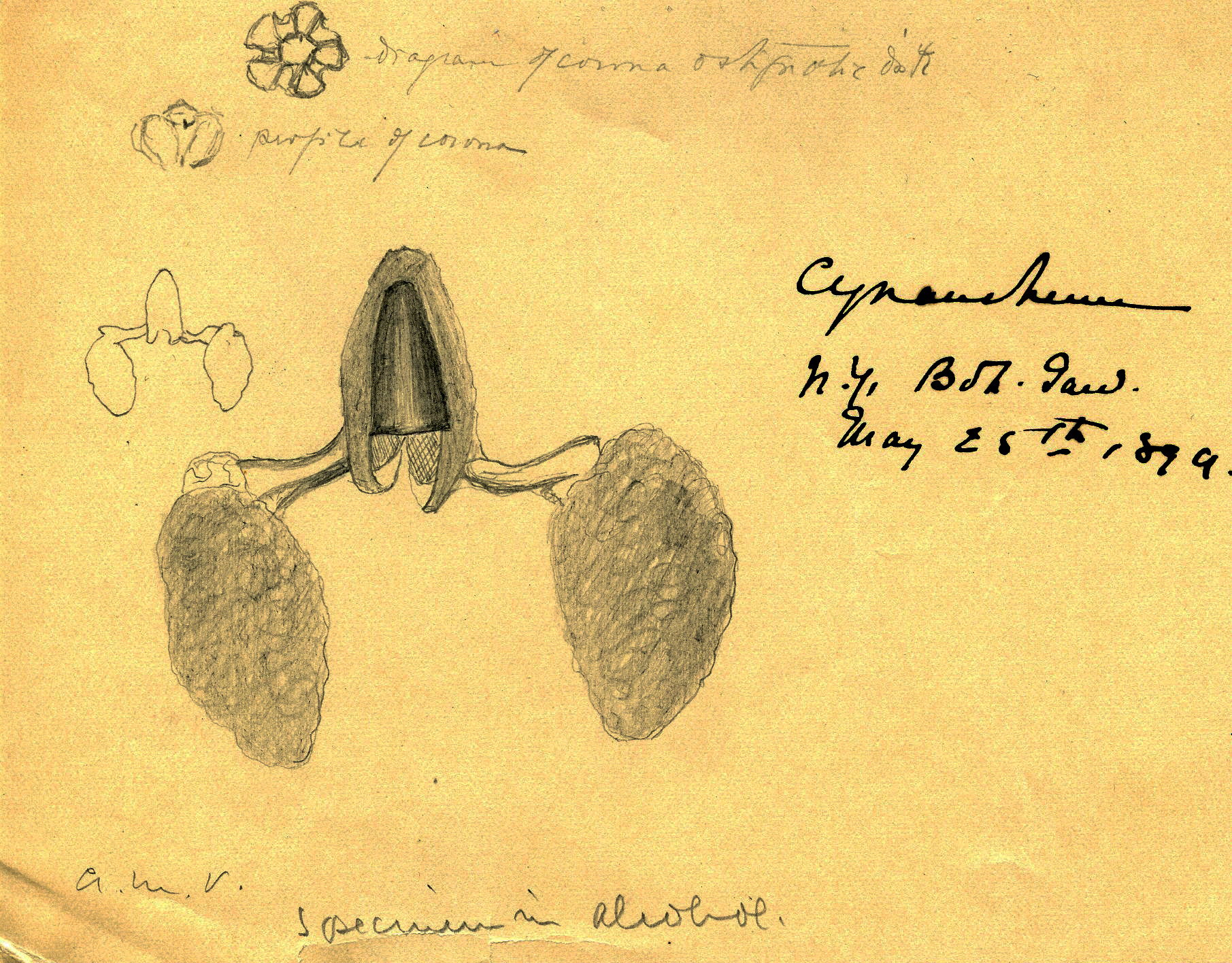
Ескіз Cynanchum sp. Цей рисунок створила Анна Вейл у 1899 році під час роботи бібліотекарем у Нью-Йоркському ботанічному саду.

У 1911 році вона переїхала до Франції. Під час Першої світової війни вона стала активним членом американського фонду французьких поранених, а згодом стає його скарбником. Її лист до голови засновника фонду, пані Шайлер Ван Ренсселаєр, був опублікований у Нью-Йорк Таймс.
Живучи у Франції, вона придбала будинок у Ерисі. Тут вона продовжила свою роботу бібліотекарем.
Анна Мюррей Вейл померла 18 грудня 1955 року та похована на міському кладовищі у Ерисі
.

## Наукові праці
- Vail, Anna Murray. A Study of the Genus Galactia in North America. Bull. of the Torrey Botanical Club. 22:500 — 511, 1895
- MacDougal, Daniel T, Vail, Anna M., Shull, George H. and Small, John K. Mutants and hybrids of the oenotheras. Carnegie Institution of Washington, Publication No. 24. Papers of Station for Experimental Evolution at Cold Spring Harbor, New York. No. 2., 1905
- Vail, Anna Murray. Onagra grandiflora (Ait.), a species to be included in the North American Flora. Torreya 5:9-10, 1905
- MacDougal, Daniel T, Vail, Anna M and Shull, George H. Mutations, variations and relationships of the oenotheras. Carnegie Institution of Washington Publication No. 81. Papers of the Station for Experimental Evolution, No. 9. Carnegie Institution of Washington, Washington, DC 1907
- Britton, NL and Vail, Anna Murray. An enumeration of the plants collected by M.E. Penard in Colorado during the summer of 1892. Contributions from the Herbarium of Columbia College; no. 75, New York: Columbia College, 1895
- Vail, Anna Murray. Jane Colden, an early New York botanist. Torreya 7:21-34. 28 °F 1907
- Vail, Anna Murray. The June flora of a Long Island swamp. Bull. Torr. Bot. Club, 22, p. 374-378
- Vail, Anna Murray. Studies in the Leguminosae. I, II, III. Reprinted from Bulletin Torrey Botanical Club, 23: 139—141, 30 Ap. 1896; 24: 14-18, 28 Jan. 1897; 26: 106—117, 18 Mar. 1899. New York: [Columbia University], 1899
- Vail, Anna Murray. Contributions to the botany of Virginia. Memoirs of the Torrey Botanical Club v. 2, no. 2, 1890.
- Vail, Anna Murray. A preliminary list of the species of the genus Meibomia, Heist., occurring in the United States and British America. Bulletin of the Torrey Botanical Club, vol. XIX, no. 4, April, 1892.
- Vail, Anna Murray. A revision of the North American species of the genus Cracca. Bulletin of the Torrey Botanical Club, vol. XXII, no. 1, Jan. 1895
- Vail, Ann Murray. A study of the genus Psoralea in America. Bulletin of the Torrey Botanical Club, v. 21, no. 3, March 24, 1894.